# 리니아 퀴글리
리네이아 퀴글리(Linnea Barbara Quigley, 영어 발음: /lɪˈneɪə/, 1958년 5월 27일 ~ )는 미국의 배우, 가수, 영화 제작자, 모델, 기타 연주자이다.
대븐포트에서 태어났다.

## 영화
- 쓰리 스크림 퀸즈 (2014년)
- 디사이플스 (2014년)
- 컬랩스 (2012년) - 벨 역
- 카이사르 앤 오토스 데들리 크리스마스 (2012년)
- 블러드스트럭 (2011년)
- 다이어리 오브 데스 (2010년) - 맘마 역
- 네이키드 몬스터 (2005년)
- 호러버전 (2001년)
- 섹스보그 플레저 (2000년)
- 신의 전사 3 (2000년)
- 콜로보스 (1999년)
- 데스 마스크 (1998년)
- 무빙 타겟 (1998년)
- 크레이지 인디펜던스데이 (1997년)
- 페이탈 프레임 (1996년)
- 사랑의 기숙사 2 (1995, Assault of the Party Nerds 2: The Heavy Petting Detective (1995)
- 잭코 (1995년)
- 펌프킨헤드 2 (1994년)
- 비치 베이브 (1993년)
- 미녀 드라큐라 (1992년)
- 버진 하이 (1991년)
- 스크림 퀸 핫 텁 파티 (1991년)
- 나이트메어 6 - 프레디 죽다 (1991년)
- 바이스 아카데미 2 (1990년)
- 러브 러브 대소동 (1990년)
- 어썰트 오브 더 파티 너즈 (1989년)
- 블러드 내스티 (1989년)
- 위치트랩 (1989년)
- 바이스 아카데미 (1989년)
- 아메리칸 램페이지 (1989년)
- 살인특급 (1989년)
- 헐리웃 전기톱 매춘부 (1988년)
- 여학생 기숙사 (1988년) - 스파이더 역
- 나이트 오브 데몬스 (1988년)
- 크리포조이즈 (1987년)
- 죽음의 밤 2 (1987년)
- 바탈리언 (1985년) - 트래쉬 역
- 죽음의 밤 (1984년)
- 사베지 스트리트 (1984년)
- 더 블랙 룸 (1983년)
- 스틸 스모킨 (1983년)
- 나이스 드림스 (1981년)
- 졸업날 (1981년)